# 倫敦海峽公約

博斯普鲁斯海峡（红色）、达达尼尔海峡（黄色）和馬爾馬拉海等海域，统称为土耳其海峡。綠色為土耳其的現代疆域。

倫敦海峽公約（英語：London Straits Convention），1841年7月13日，由当时的欧洲列強——俄罗斯、英國、法国、奥地利和普鲁士等國締結。公約重新確認奥斯曼帝国對連結黑海與地中海的土耳其海峽（博斯普魯斯海峽與達達尼爾海峽）的「古代規則」。公約規定，在平時，任何外國軍艦禁止進入海峽；而戰時，蘇丹盟友的軍艦可進入海峽。此公約使俄羅斯無法將海軍直接開入地中海，從而確保了英國的海上優勢。
公约是一系列涉及博斯普鲁斯海峡、馬爾馬拉海和达达尼尔海峡眾多協議中的一個。該公約是對1833年俄土互助條約的回應。1833年的互助條約中，奥斯曼帝国允許俄羅斯海軍自由通行海峽，而「外國軍艦」不可以任何藉口進入。現在處理海峽問題的條約是1936年的蒙特勒關於海峽制度公約。

## 背景
公約是列強間為加強奧斯曼帝國實力所達成的協議， 演變自1809年的英土达达尼尔條約。
1831年开始，埃及在穆罕默德·阿里帕夏的领导下，反抗奥斯曼帝国，导致了第一次土埃戰爭。俄国沙皇尼古拉一世选择支持奥斯曼帝国。1833年，俄罗斯派遣了军队支持奥斯曼帝国在君士坦丁堡的防御。英国也同样地支持奥斯曼帝国。
然而，俄罗斯在当时是奥斯曼帝国的主要盟友，两国签署了反映此一联盟的互助条约。该条约保证，如果俄罗斯受到威胁，奥斯曼帝国将封閉海峽，不允許外國軍艦進入。

## 谈判過程與結果
然而，1839年，土耳其人與埃及人間的敵意再度导致了第二次土埃战争。埃及再次威胁帝国。1840年，英國的巴麥尊勋爵在伦敦與俄罗斯、奥地利及普鲁士召開會談。 結果便是1840年的倫敦條款。
不過，穆罕默德‧阿里帕夏最初不接受1840年的倫敦條款，故英國也努力说服支持穆罕默德·阿里帕夏的法國接受多边协定。最終，這些努力達成了1841年的倫敦海峽公約，內容包含了與1809年達達尼爾條約相同的保證，也涵蓋了1840年的倫敦條款。
《海峡公约》在英俄兩強间建立了一段相對和谐的时期：俄罗斯海军不進入地中海，英国海军不進入黑海。
然而，公約後英俄在该地区的紧张关系最终导致克里米亚战争。